# Papyrus Fouad 266

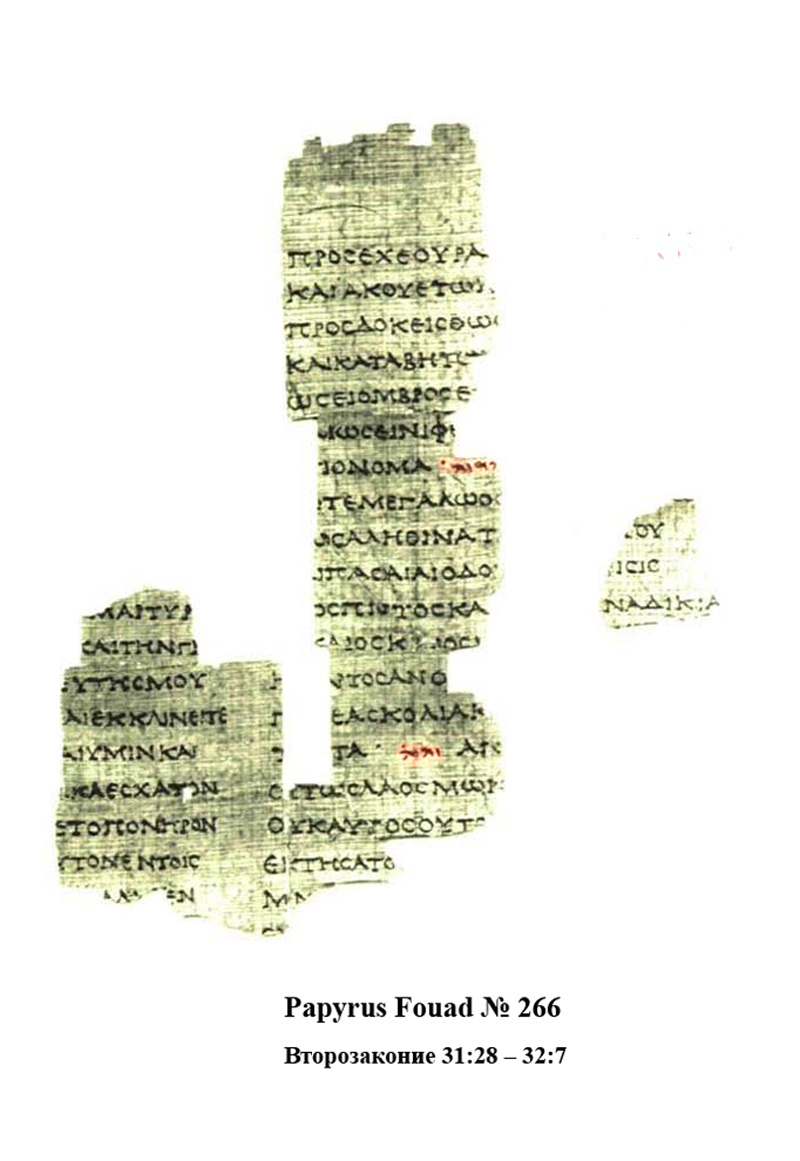
Fragment du Papyrus Fouad 266b avec le tétragramme יהוה (en hébreu) (ici surligné en rouge) inséré dans le texte grec du Deutéronome 31:28 - 32:7

Le Papyrus Fouad 266 est un ensemble de 235 petits fragments appartenant à trois manuscrits distincts : Papyrus Fouad 266a (numéro Rahlfs 942), Papyrus Fouad 266b (Rahlfs 848) et Papyrus Fouad 266c (Rahlfs 847).
Le préfixe « Fouad » indique qu'il appartient aux fonds de la Société royale de papyrologie fondée en 1930 par l'égyptologue Pierre Jouguet sous le patronage du roi égyptien Fouad Ier (rebaptisée Société Fouad Ier de papyrologie en 1939), qui l'acquiert en 1946. Il se trouve maintenant dans la Collection Fouad du Musée égyptien du Caire.

## Contenu
Chacun des trois manuscrits contenait le texte d'un des livres de l'Ancien Testament dans la traduction préchrétienne grecque de la Bible hébraïque qu'on appelle la Septante. 
Le Papyrus Fouad 266a présentait le Livre de la Genèse : les fragments existants viennent des chapitres 3, 4, 7, 37 et 38. Les fragments des Papyrus Fouad 266b et 266c montrent des textes du Livre du Deutéronome, chapitres 4, 10, 11, et 17–33. 

## Date
Les Papyrus Fouad 266a et 266b ont été écrits, peut-être de la même main, au milieu du premier siècle av. J.-C. Ce sont donc les plus anciens manuscrits de la Septante, à l'exception du Papyrus Rylands 458. Le Papyrus Fouad 266c est un peu plus tardif, étant d'une date allant de la seconde moitié du premier siècle av. J.-C. au début du premier siècle ap. J.-C..

## Présence du tétragramme YHWH dans le Papyrus Fouad 266b
Dans le Papyrus Fouad 266b on trouve en Deutéronome 18:5, 5, 7, 15, 16; 19:8, 14; 20:4, 13, 18; 21:1, 8; 23:5; 24:4, 9; 25:15, 16; De 26:2, 7, 8, 14; 27:2, 3, 7, 10, 15; 28:1, 1, 7, 8, 9, 13, 61, 62, 64, 65; 29:4, 10, 20, 29; 30:9, 20; 31:3, 26, 27, 29; 32:3, 6, 19, en correspondence au tétragramme יהוה (YHWH) du texte massorétique, le même tétragramme en hébreu au milieu du texte grec, où dans les éditions de la Septante on voit κύριος (le Seigneur). 
L'écrivain du texte grec a d'abord laissé un vide pour cela, qui a ensuite été partiellement comblé par le tétragramme, pas entièrement, parce que le vide avait assez d'espace pour accepter un mot de six lettres (comme κύριος) au lieu des quatre lettres de יהוה, ce qui pourrait signifier que Fouad 266b a été copié à partir d'un manuscrit qui dans ces vides avait κύριος. Würtheim dit : « De l'utilisation du tétragramme dans ce manuscrit et dans d'autres, certains ont conclu qu'à l'origine la Septante ne rendait pas le nom divin YHWH par κύριος, mais utilisait le tétragramme. D'autres considèrent le tétragramme dans ce cas comme preuve d'une étape secondaire en réaction à la tradition textuelle initielle. Ainsi, le tétragramme semble avoir été une révision archaïsante et hébraïsante de l'antérieure κύριος  ».